# جان بوتيز
جان بوتيز (بالفرنسية: Jean Butez)‏ (8 يونيو 1995 بليل في فرنسا - ) هو لاعب كرة قدم فرنسي في مركز حراسة المرمى.

## روابط خارجية
- جان بوتيز على موقع الاتحاد الأوربي (الإنجليزية)
- جان بوتيز على موقع قاعدة بيانات كرة القدم.إي يو (الإنجليزية)
- جان بوتيز على موقع Soccerway.com (الإنجليزية)
- جان بوتيز على موقع عالم كرة القدم.نت (الإنجليزية)
- جان بوتيز على موقع AS.com (الإسبانية)